# Ludovico Quandel
Ludovico Quandel (Napoli, 10 agosto 1839 – Monte di Procida, 10 aprile 1929) è stato un militare, politico e scrittore italiano.

## Biografia
Terzo figlio maschio di Donna Geltrude Vial, figlia del generale Pietro Vial, e di Giovanni Battista Quandel. Il padre era capitano nell'esercito delle Due Sicilie, grado che aveva conseguito sul campo nel corso della battaglia di Tolentino, cui aveva partecipato come ufficiale dell'esercito di Gioacchino Murat.
Avviato alla carriera militare dal padre, come i fratelli Pietro, Giuseppe e Federico, entrò il 21 aprile 1855 nel Real Collegio Militare della Nunziatella da cui uscì il 19 ottobre 1858 alfiere del Real Corpo di Artiglieria delle Due Sicilie.
Col grado di primo tenente, il 28 luglio 1860 prese parte alla battaglia di Capua, alla battaglia del Volturno e alla battaglia del Garigliano, al comando della Batteria nº 5.
Successivamente fu tra i protagonisti della difesa dell'ultimo baluardo del Regno delle Due Sicilie (noto come assedio di Gaeta) al comando di due batterie sul fronte di mare.
Per il valore dimostrato, fu promosso capitano sul campo e gli fu conferita la croce di Cavaliere di Merito dell'Ordine costantiniano di San Giorgio.
Dopo la resa di Gaeta, fu imprigionato a Capri e successivamente a S. Maria.
Come altri suoi colleghi dell'esercito del Regno delle Due Sicilie, una volta scarcerato fu invitato ad entrare nel neonato esercito del Regno d'Italia. Preferì ritirarsi a vita privata a Monte di Procida con la moglie, la cugina Giuseppina Vial.
Nominato vice sindaco della borgata Monte del comune di Procida, con atto del 27 novembre 1901, incominciò a svolgere un'opera di cura amministrativa della piccola comunità, all'epoca frazione del comune di Procida.
Grazie al suo contributo, il 27 gennaio 1907, il re Vittorio Emanuele III firmava il decreto, controfirmato dall'allora presidente del consiglio Giovanni Giolitti, di distacco della borgata dal comune di Procida.
Non volle mai concorrere alla carica di Sindaco del neonato Comune per non giurare fedeltà alla monarchia sabauda, essendo rimasto sempre fedele a Francesco II di Borbone.
Alla morte della moglie, passò a seconde nozze nel 1910 con Teresa Romeo di Santillo, montese, dalla quale ebbe quattro figli.
Da anni, nel mese di luglio, l'associazione Vela Latina Monte di Procida commemora la memoria di Ludovico Quandel come patriarca dell'autonomia amministrativa di Monte di Procida e come valoroso difensore del Regno delle Due Sicilie con una lunga traversata a vela latina da Monte di Procida a Gaeta e ritorno, battezzata Operazione Quandel.

## Opere
In aggiunta alla sua attività come militare e politico, Ludovico Quandel fu anche autore di cronache militari.
Tra le sue opere più rappresentative si ricorda Una pagina di storia - Giornale degli avvenimenti politici e militari nelle Calabrie dal 25 luglio al 7 settembre 1860 (Napoli, Tipografia Artigianelli – 1900), nel quale descrive le operazioni militari che videro opposti gli eserciti garibaldino e del Regno delle Due Sicilie. Questa cronaca è uno dei documenti di riferimento di una delle scuole del Revisionismo del Risorgimento.